# Reserva índia Tohono O'odham
La reserva índia Tohono O'odham, o Nació Tohono O'odham, és una reserva índia al sud d'Arizona que és la llar de la tribu reconeguda federalment Tohono O'odham, una nació ameríndia que resideix principalment al Desert de Sonora del sud-est d'Arizona i nord-oest de Mèxic. Situada a 32° 09′ 01″ N, 112° 02′ 41″ O / 32.15028°N,112.04472°O, la reserva es divideix en quatre parts geogràfiques amb una superfície total d'11.534,012 km² amb una població total de 10.787 habitants segons el cens dels Estats Units del 2000. Aplega porcions dels comtats de Pima, Pinal, i Maricopa.

## Geografia
El gruix de la reserva, coneguda antigament com a reserva índia Papago, es troba al centre del comtat de Pima, al sud-oest del comtat de Pinal, i al sud-est del comtat de Maricopa, i té una extensió d'11.243,098 km² i una població de 8.376 habitants segons el cens dels Estats Units del 2000. La terra de l'àrea suposa el 97,48% del total de la reserva, i una població del 77,65% del total de la reserva.

### Comunitats de la Nació Tohono O'odham
- Chuichu
- Pisinemo
- Santa Rosa (Kaij Mek)
- Sells
- Topawa
- Kaka
- Kohatk
- Tat Momoli
- Why (porció)

### Comunitats Tohono O'odham no contigües
- La reserva índia San Xavier, a 32° 03′ 00″ N, 111° 05′ 02″ O / 32.05000°N,111.08389°O, es troba al comtat de Pima, a la part sud-oest de l'àrea metropolitana de Tucson. Té una extensió de 288,895 km² i una població resident de 2.053 persones.
- El Districte San Lucy comprèn set set petites parcel·les no contigües de terres al nord-oest de la ciutat de Gila Bend al sud-oest del comtat de Maricopa. L'àrea total és d'1,915 km², amb una població total de 304 persones.
- El Districte Florence Village es troba just al sud-oest de la vila de Florence al centre del comtat de Pinal. Es tracta d'una sola parcel·la de terreny amb una superfície de 0,1045 km² i una població de 54 persones.

## Geografia física
La Nació Tohono O'odham és la ubicació de les Muntanyes Baboquivari i Quinlan, que inclouen el Kitt Peak, l'Observatori Nacional Kitt Peak, telescopis així com Baboquivari Peak. L'observatori està llogat per la Nació Tohono O'odham. El lloguer fou aprovat pel consell en la dècada de 1950, amb un pagament únic de $25,000 més $10 per acre cada any.